# Eu.bac
eu.bac – European Building Automation and Controls Association  ist ein europäischer Verband von Herstellern und Anbietern für Hausautomation, Gebäudeautomation und Energiedienstleistungen für Gebäude; die 28 Mitgliedsunternehmen repräsentieren rund 85 % des entsprechenden europäischen Marktes.
Der Verband wurde 2003 gegründet und steht allen Firmen, die in diesem Bereich tätig sind, offen. eu.bac ist mit Büros in Brüssel, London, Paris und Frankfurt vertreten. Vorsitzender von eu.bac ist Jean-Yves Blanc (Schneider Electric).

## Hintergrund
Die Aktivitäten der Mitgliedsunternehme konzentrieren sich auf Produkte und Systeme im Bereich der Haus- und Gebäudeautomation, die sowohl in Wohn- als auch in Gewerbegebäuden ihren Einsatz finden. Neben automatischen, leistungseffizienten Regeleinrichtungen liegt das Kerngeschäft der Gebäudeautomation in der Informations- und Kommunikationstechnologie für die Gebäudesteuerungen,  mittels derer durch Überwachung, Steuerung und Automation, der Energieverbrauch verringert werden kann. Energieeffizienz ist – neben der Behaglichkeit für den Nutzer – das Anwendungsziel der Gebäudeautomation.
eu.ESCO ist eine Untergruppierung von eu.bac, die sich mit dem Thema Energieservices und Energieeinspar-Contracting befasst. eu.ESCO ist unter eigenem Logo und mit eigener Identität aktiv, um sich vom Kernbereich der eu.bac abzuheben, welcher mehr auf dem Gebiet Hardware und Software von Gebäudeautomationssystemen angesiedelt ist.
eu.bac hat das europäische Zertifizierungs-System eu.bac Certification für qualitativ hochwertige und energiesparende Produkte in den Bereichen Haus- und Gebäudeautomation (z. B. elektronische Heizungsthermostate, Raumthermostate, witterungsgeführte Heizungsregler (OTC), elektronische Einzelraumregler (IZC), …) erarbeitet.
In Frankreich wird dieses Gütezeichen durch die Réglementation Thermique seit der RT 2005 gefordert. Der gelieferte cA-Wert zur Regelgenauigkeit wird zur Ermittlung des Gebäudeenergiebedarfes benötigt.
Darüber hinaus vergibt eu.bac das Label für Energieeffiziente Produkte für die Haus- und Gebäudeautomation. Diese freiwillige Energieeffizienzkennzeichnung ergänzt das europäische Zertifizierungsprogramm.

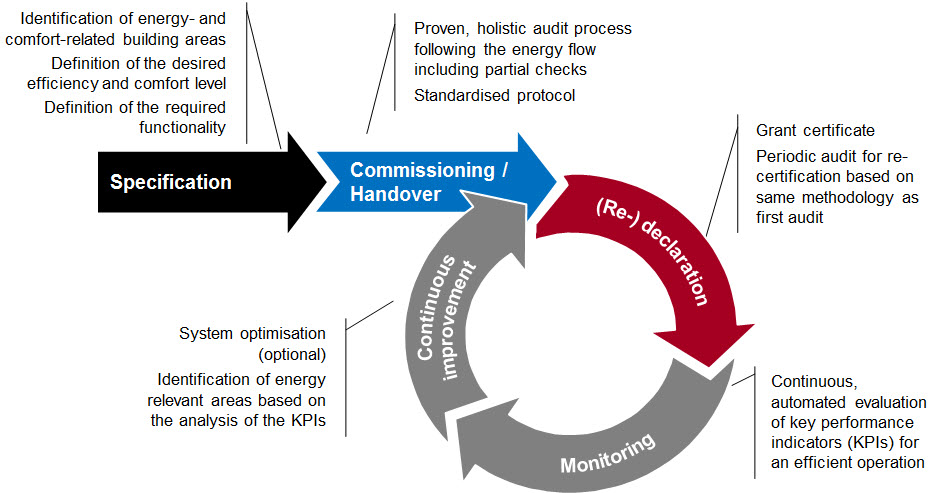
Gebäudeautomationssystem Audit - Von der Planung bis zum Betrieb

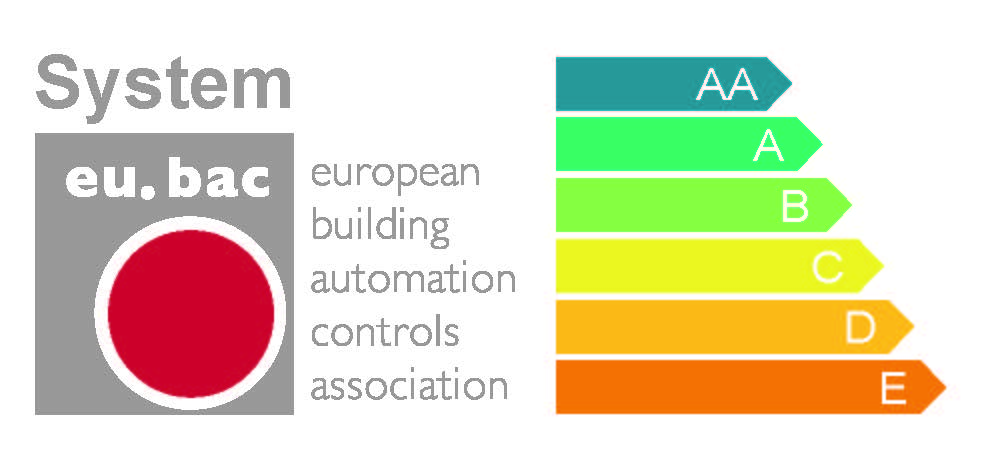
Beispiel für das Energiesparlabel von eu.bac nach der Überarbeitung 2014

Für Systeme der Gebäudeautomation BACS bietet eu.bac seit Anfang 2013 das eu.bac System Audit für einen energieeffizienten und nachhaltigen Betrieb von Gebäudeautomationssystemen an.
Die zentrale Aufgabe eines Gebäudeautomationssystems ist die Steuerung und Automation von Heizungs-, Kühlungs- und Klimaanwendungen inklusive Beleuchtung und Beschattung. Gut ausgelegte und gepflegte Systeme erzielen nicht nur den gewünschten Komfortlevel, sondern optimieren gleichzeitig den Energiebedarf.
Die durch Gebäudeautomation erzielbaren Energieeinsparpotentiale und Lebenszyklus-Aspekte werden in heutigen Gebäudezertifizierungen, wie zum Beispiel LEED, DGNB etc., nicht umfassend genug berücksichtigt. Mit der neuen Audit-Methodik schließt eu.bac diese Lücke. Das Verfahren basiert auf bestehenden Normen (EN15232, DIN V 18599) und wurde durch die TU Dresden wissenschaftlich überprüft. Mit den System-Audits sparen Planer, Investoren und Immobilienbesitzer Energie- und Betriebskosten über den gesamten Lebenszyklus ein. System-Audits gewährleisten einen effizienten und nachhaltigen Betrieb.
Gebäudeautomationssysteme und -geräte werden in den CEN- und ISO-Gruppen CEN TC 247 und ISo TC 205 WG 3 (europäische und internationale Standardisierungsgruppen) standardisiert.
Seit Ende 2014 gibt eu.bac eine eigene Zeitschrift heraus. Diese erscheint in drei Sprachen: unter dem Titel Insight – Einblicke in Englisch und Deutsch, unter dem Titel Insight – Découvrir in Englisch und Französisch.